# Ranonggaglasögonfågel
Ranonggaglasögonfågel (Zosterops splendidus) är en hotad fågel i tättingfamiljen glasögonfåglar. Den förekommer endast på en enda liten ö i ögruppen Salomonöarna i Melanesien.

## Utseende och läte
Ranonggaglasögonfågeln är en liten (12 cm) och bjärt färgad sångarlik fågel. Den breda silvervita ringen runt ögat kontrasterar mot mörkt olivgrönt huvud och lysande gul undersida. Även ovansidan är mörkt olivgrön, med grönaktig anstrykning över bröstsidorna, svagare på flankerna. Näbben är svart och benen orangegula. Sången beskrivs som enkel, kort och melodisk, kontaktlätet ett högljutt "cheu".

## Utbredning och status
Fågeln är endemisk för skogar på ön Ranongga som ligger i västra centrala delen av Salomonöarna. Den behandlas som monotypisk, det vill säga att den inte delas in i några underarter.

## Status och hot
Ranonggaglasögonfågel har ett litet utbredningsområde men beståndet tros vara stabilt. Internationella naturvårdsunionen IUCN kategoriserar den som livskraftig.